# Kōichi Tōhei
Kōichi Tōhei (藤平 光一, Tōhei Kōichi), né en janvier 1920 à Shitaya au Japon et mort le 19 mai 2011, est un maître d'aïkido (10e dan), probablement l'un des tout meilleurs techniciens au monde des techniques d'Aïkido, et le fondateur de la Ki no Kenkyukaï, « Société de recherches sur le Ki » et de son style le Shin Shin Toitsu Aikido (aïkido avec le corps et l'esprit unifié, parfois appelé « Ki Aïkido »). La Ki no Kenkyukaï est aussi connue sous le nom de Ki Society.

## Une enfance fragile
Koïchi Tohei Sensei est né en janvier 1920 à Shitaya, à proximité de Tokyo, mais dès sa jeunesse il s’installe dans la préfecture de Tochigi, d’où provient sa famille. Pendant son enfance, en raison d’une contexture fragile, son père lui recommande la pratique du judo. À 15 ans il obtient la ceinture noire. Des excès dans l’entraînement l’emmènent à contracter une pleurésie, une maladie qui affecte notamment la poitrine. Pour se guérir de cette affection il décide, à dix sept ans, de commencer l’étude du Zen et du Misogi, pratique de purification qui trouve son origine dans le shintoïsme.

## La rencontre avec O-Sensei
En 1939, à l'âge de 19 ans, l'entraîneur de Tohei, Shohei Mori, lui recommanda de se tourner vers l'Aïkido et de rencontrer son fondateur Morihei Ueshiba dans son Kobukan dojo. Selon Koïchi Tohei, quand il rencontra le fondateur et commença à pratiquer les techniques, il eut quelques doutes quant à l'efficacité de ces dernières. Mais ses doutes se dissipèrent vite.
« J’étais terriblement impressionné– raconte Tohei Sensei – par la manière dont Ueshiba Sensei projetait ses attaquants sans utiliser de force ». Rapidement le jeune Tohei se transforma en représentant (daïri) d’O Sensei et commença, avant même de recevoir de grade en Aïkido, à enseigner aux membres de l’Académie de Police de Nakano, ainsi qu’aux étudiants de l’école de Shumei Okawa sur les terrains du Palace Impérial.

## L’unification du corps et de l’esprit
Par la suite il apprend l’« unification de l’esprit et du corps » (Shïnshïn Toïtsu Do) avec Tempū Nakamura, qui avait été un espion pendant la guerre russo-japonaise. Une tuberculose foudroyante, maladie incurable à cette époque, mena Nakamura Sensei à entreprendre des études de médecine en Occident. Son chemin le mena au cœur de l'Himalaya, où il parvint à guérir de sa maladie par la méditation et le yoga. 
Le système de Nakamura Sensei, le « Shïnshïn Toïtsu Do », sur lequel Tohei Sensei a basé une partie considérable de son enseignement, est aussi connu comme “yoga japonais”.
Tetsuju Ogura, élève de Teshu Yamaoka, célèbre maître du Zen et du sabre, grand calligraphe aussi, fut une autre influence majeure dans l’enseignement de Maître Tohei. Tetsuju Ogura était le directeur de l’Ichikukaï de Tokyo, dojo où il enseignait des pratiques ascétiques comme le zazen et le misogi.

## L’expérience de la guerre
En 1942, Koïchi Tohei termine ses études en économie dans la prestigieuse Université Keio. En février 1944, après avoir reçu une formation militaire, Tohei Sensei fut envoyé à la tête d’une unité combattante en Chine occupée. C’est là qu’il comprit, sous feu ennemi, l’importance de calmer l’esprit dans le Point Unique dans le bas de l’abdomen (seika no itten). En raison de l’absence de médecins, Tohei développa pendant la guerre les principes du Kiatsu, thérapie qui met l’accent dans la transmission du Ki par le bout des doigts.
Tohei Sensei raconte que les principes du Ki tels que "envoyer le ki” et “se relaxer complètement” en laissant les choses entre les mains de l’Univers, contribuèrent de manière décisive à le maintenir en sécurité tout au long de la guerre, ainsi que les quatre-vingts hommes sous son commandement.

## Une légende de l’aïkido
Dès 1953, Koïchi Tohei Sensei fut le principal responsable de l’introduction de l’aïkido en Occident, à travers notamment de voyages réguliers aux îles Hawaii, mais aussi le reste des États-Unis et l’Europe. Ce fut la première fois que le fondateur permit l'enseignement de l’aïkido à l'extérieur du Japon. Ainsi, Hawaï devint un centre de diffusion pour l’aïkido en général, et reste de nos jours un lieu important pour le Ki-Aïkido.
En 1969 Tohei Sensei reçoit de Morihei Ueshiba le dixième dan en Aïkido, le grade le plus élevé dans la discipline. Il fut le directeur des Shihan (Shihan buchô) et directeur (riji) de l'Aïkikaï jusqu’à sa séparation en 1974, à la suite de tentatives ratées d’introduire les principes du Ki dans l’organisation, et à cause d’un différend irréconciliable avec Kisshomaru Ueshiba, fils du fondateur Morihei Ueshiba. Pendant toutes ces années, Tohei Sensei enseigna l’Aïkido, aux Shihan parmi les plus célèbres de l’Aïkikaï, tels Hiroshi Tada, Sadateru Arikawa, Seigo Yamaguchi, Shigenobu Okumura, Kazuo Chiba, Yoshimitsu Yamada et Steven Seagal.

## Naissance de la Ki Society
En 1971, trois ans avant sa rupture avec l'Aïkikaï, Tohei Sensei fonda la Ki no Kenkyukaï, littéralement la « Société de Recherches sur le Ki », vouée à la diffusion des principes du Ki, le Shïnshïn Toïtsu Aïkido, ou « Aïkido avec corps et esprit coordonnés », connu aussi en Occident comme Ki-Aïkido, et le Kiatsu. La Ki no Kenkyukaï, ou Ki Society est la seule organisation spécialisée dans l’enseignement du Ki reconnue dès 1977 par le Ministère de la Santé et du Travail du Japon.
Dans le campus de la Ki no Kenkyukaï, qui se trouve près du village de Ichikaï-machi, dans la préfecture de Tochgi, au nord de Tokyo, fonctionne l’école de Kiatsu, ainsi que la Tohei Gakuen Shïnshïn Toïtsu Aïkido Gakuïn, école spécialisée dans la formation d’enseignants de Shïnshïn Toïtsu Do et Shïnshïn Toïtsu Aïkido.

## Une conception holistique de l’Aïkido
Pour Maître Tohei, l’entraînement en Aïkido est indissociable de l’étude et la pratique des principes du Ki, c'est-à-dire du Shïnshïn Toïtsu Dô hérité de Maître Nakamura et modifié par Tohei lui-même. La grande différence par rapport aux écoles classiques de l’Aïkido c’est l’insistance sur cette notion de coordination du corps et de l’esprit comme préalable à la pratique de l’Aïkido. 
Ainsi que l’explique Seorge Simcox, dans le livre "Aïkido en Amérique", l’Aïkido classique “procède de la prémisse que l’entraînement physique rigoureux et continu mènera avec le temps à l’attitude aïki. Cette attitude est décrite comme une approche relaxée et centrée des attaques sur le tatami, et des conflits de la vie en général. Le but de la Ki Society, dès le premier jour, c’est d’entraîner cette attitude aïki. Ils appellent ça Entraînement du Ki.” 
À côté de l’entraînement du Ki et de l’Aïkido, l’étude des armes traditionnelles fait partie du système de Maître Tohei. On y travaille notamment le bokken (sabre) et le jo (bâton) mais aussi les techniques de main nues contre armes (sabre, bâton mais aussi couteau ou arme à feu). 
D’autres disciplines sont d’une importance majeure dans l’enseignement de Maître Tohei, et sont indissociables de l’Aïkido ainsi conçu : la respiration Ki (ki no kokyuho), la méditation Ki (ki no ishi ho), le sokushin no gyo (qui emploie des chants et des cloches, dérivé de la pratique de l’Ichikukaï), et d’autres pratiques qui sont autant de formes de développer le Ki et d‘approfondir l’état d’unification du corps et de l’esprit.

## Un enseignement toujours vivant
À plusieurs reprises Tohei Sensei a insisté sur le fait que son véritable apport était celui d’avoir clarifié les principes du Ki en vue d’une vie pleine et en bonne santé. Son interprétation de l’Aïkido compte plus de cent mille licenciés dans plus de vingt pays. Au Japon vivent et enseignent les principaux disciples de Tohei Sensei, responsables de la transmission de sa « Voie de l’Union avec le Ki de l’Univers », tels son fils et successeur Shinichi Tohei Sensei, ou bien Yutaka Otsuka (9e dan), Taketoshi Kataoka (8e dan) et Tadao Ishikawa (8e dan). Il existe aussi des disciples haut gradés en dehors du Japon tels que Koïchi Kashiwaya, Cristopher Curtis, Pietro Yuji Maida ou David Shaner. Parmi les jeunes de la dernière génération de disciples se trouvent les frères Takayuki Iwade, Keizo Iwade et Takahisa Iwade (uchideshi), Tomonori Kobori et Ezequiel Entelman (Tohei Gakuen).
Koïchi Tohei prit officiellement sa retraite en 2007, laissant derrière lui plusieurs générations d’élèves et une marque indélébile dans l’histoire de l’Aïkido et dans la vie de nombreuses personnes. Sôshu Koïchi Tohei est décédé paisiblement le 19 mai 2011, à 91 ans.

## Grades
- 8e dan en 1952, décerné par Morihei Ueshiba
- 9e dan en 1960, décerné par Morihei Ueshiba
- 10e dan en 1969, décerné par Morihei Ueshiba